# San Lino
San Lino är en ort i Mexiko.   Den ligger i kommunen Mulegé och delstaten Baja California Sur, i den västra delen av landet, 1 700 km nordväst om huvudstaden Mexico City. San Lino ligger 119 meter över havet och antalet invånare är 457.
Terrängen runt San Lino är kuperad norrut, men söderut är den platt. San Lino ligger nere i en dal.  Trakten runt San Lino är nära nog obefolkad, med mindre än två invånare per kvadratkilometer. Närmaste större samhälle är San Ignacio, 2,0 km sydost om San Lino. Omgivningarna runt San Lino är i huvudsak ett öppet busklandskap.